# Pseudanthias calloura
Pseudanthias calloura is een straalvinnige vissensoort uit de familie van zaag- of zeebaarzen (Serranidae). De wetenschappelijke naam van de soort werd voor het eerst geldig gepubliceerd in 2001 door Ida & Sakaue.